# Chloé Paquet
Chloé Paquet (Versalles, 1 de julio de 1994) es una jugadora de tenis francesa. 
Su más alta puntuación en singles es la número 239 del mundo, conseguido el 14 de septiembre de 2015. Su más alta puntuación en dobles es la número 472, conseguida el 6 de abril de 2015. 
Recibió un comodín para avanzar al cuadro principal de dobles en el Torneo de Roland Garros 2014.

## Títulos WTA 125s
| Leyenda  | Individuales | Dobles |
| -------- | ------------ | ------ |
| WTA 125s | 0            | 0      |

### Dobles (0)

#### Finalista (1)
| N.º | Fecha                   | Torneos | Superficie | Pareja             | Oponentes                        | Resultado |
| --- | ----------------------- | ------- | ---------- | ------------------ | -------------------------------- | --------- |
| 1.  | 12 de noviembre de 2017 | Limoges | Dura       | Pauline Parmentier | Valeria Savinykh Maryna Zanevska | 0–6, 2–6  |

## Títulos ITF
| Torneos de $100,000        |
| Torneos de $80,000         |
| Torneos de $60,000/$75,000 |
| Torneos de $25,000/$35,000 |
| Torneos de $10,000/$15,000 |

### Individual (7)
| N.º | Fecha                   | Torneo                    | Superficie    | Oponentes          | Resultado        |
| --- | ----------------------- | ------------------------- | ------------- | ------------------ | ---------------- |
| 1.  | 9 de enero de 2014      | Minsk, Bierlorrusia       | Tierra batida | Lidziya Marozava   | 6–2, 6–4         |
| 2.  | 21 de octubre de 2018   | Joué-lès-Tours, Francia   | Dura (i)      | Myrtille Georges   | 7–6(5), 6–2      |
| 3.  | 4 de julio de 2021      | Breslavia, Polonia        | Tierra batida | İpek Öz            | 4–6, 6–3, 6–3    |
| 4.  | 25 de julio de 2021     | Kiev, Ucrania             | Tierra batida | Fanny Stollár      | 7–6(3), 3–6, 6–4 |
| 5.  | 24 de octubre de 2021   | Netanya, Israel           | Dura          | Matilda Mutavdzic  | 6–3, 6–3         |
| 6.  | 31 de octubre de 2021   | Poitiers, Francia         | Dura (i)      | Simona Waltert     | 6–4, 6–3         |
| 7.  | 3 de septiembre de 2023 | Collonge-Bellerive, Suiza | Tierra batida | Lucrezia Stefanini | 6–2, 6–1         |

#### Finalista (5)
| N.º | Fecha                    | Torneo                    | Superficie    | Oponentes          | Resultado |
| --- | ------------------------ | ------------------------- | ------------- | ------------------ | --------- |
| 1.  | 22 de septiembre de 2014 | Madrid, España            | Dura          | Elizaveta Ianchuk  | 2–6, 3–6  |
| 2.  | 28 de junio de 2015      | Périgueux, Francia        | Tierra batida | Mathilde Johansson | 4–6, 2–6  |
| 3.  | 17 de agosto de 2015     | Fleurus, Bélgica          | Tierra batida | Elyne Boeykens     | 4–6, 2–6  |
| 4.  | 29 de agosto de 2016     | Schoonhoven, Países Bajos | Tierra batida | Chiara Scholl      | 1–6, 4–6  |
| 5.  | 26 de marzo de 2017      | Pula, Italia              | Tierra batida | Katarina Zavatska  | 1–6, 3–6  |

### Dobles (1)
| N.º | Fecha               | Torneos         | Superficie    | Pareja                  | Oponentes                       | Resultado |
| --- | ------------------- | --------------- | ------------- | ----------------------- | ------------------------------- | --------- |
| 1.  | 15 de enero de 2017 | Hammamet, Túnez | Tierra batida | María Teresa Torró Flor | Joséphine Boualem Julia Grabher | 6–4, 6–4  |

#### Finalista (4)
| N.º | Fecha                   | Torneos                 | Superficie | Pareja                | Oponentes                         | Resultado        |
| --- | ----------------------- | ----------------------- | ---------- | --------------------- | --------------------------------- | ---------------- |
| 1.  | 10 de diciembre de 2012 | Yibuti, Yibuti          | Dura       | Amandine Hesse        | Diana Bogoliy Yana Sizikova       | 3–6, 6–3, [8–10] |
| 2.  | 17 de diciembre de 2012 | Yibuti, Yibuti          | Dura       | Amandine Hesse        | Diana Bogoliy Yana Sizikova       | 7–5, 4–6, [4–10] |
| 3.  | 18 de febrero de 2013   | Sharm el-Sheikh, Egipto | Dura       | Clothilde De Bernardi | Anja Prislan Jasmin Steinherr     | 6–3, 2–6, [4–10] |
| 4.  | 13 de enero de 2014     | ¿Saint Martin, Francia  | Dura       | Lea Tholey            | Khristina Blajkevitch Brandy Mina | 5–7, 2–6         |